# Xerophyllum
Genre
Classification APG III (2009)
Xerophyllum est un genre de plante appartenant à la famille des Mélanthiacées.

## Liste d'espèces
Selon World Checklist of Selected Plant Families (WCSP) (6 août 2015), ITIS (6 août 2015) et NCBI (6 août 2015) :
- Xerophyllum asphodeloides (L.) Nutt. (1818)
- Xerophyllum tenax (Pursh) Nutt. (1818)